# Kelheim
Kelheim település Németországban, azon belül Bajorországban, a Duna mentén, Regensburg és Ingolstadt között. Lakosainak száma 17 094 fő (2023. december 31.). Kelheim Neustadt an der Donau és Abensberg községekkel határos. Nevezetessége, hogy itt csatlakozik a Rajna–Majna–Duna-csatorna a Dunába.

## Népesség
A település népessége az elmúlt években az alábbi módon változott:
| Lakosok száma | 2820 | 10 879 | 11 996 | 14 701 | 15 555 | 15 833 | 16 472 | 16 716 | 16 779 | 17 094 |
|               | 1875 | 1950   | 1975   | 1987   | 2012   | 2014   | 2016   | 2017   | 2021   | 2023   |